# Sophie Garel
Sophie Garel, geboren als Lucienne Garcia (Oran, 22 april 1942), is een Franse zangeres en presentatrice.
Garel studeerde in Algerije kunstgeschiedenis. In 1960 schreef ze zich in bij het auditiebureau Tele Oran. In 1961 ging ze naar Marseille; een jaar later begon haar carrière daar pas echt als Frans presentatrice. Sinds 1962 presenteert ze programma's op RTL, TF1, FR2 en Canal+.
In 1968 behaalde ze een elfde plaats op het Eurovisiesongfestival met het lied Nous vivrons d'amour.
1956: Michèle Arnaud + Michèle Arnaud · 
1957: Danièle Dupré · 
1958: Solange Berry · 
1960: Camillo Felgen · 
1961: Jean-Claude Pascal · 
1962: Camillo Felgen · 
1963: Nana Mouskouri · 
1964: Hugues Aufray · 
1965: France Gall · 
1966: Michèle Torr · 
1967: Vicky Leandros · 
1968: Chris Baldo & Sophie Garel · 
1969: Romuald · 
1970: David Alexandre Winter · 
1971: Monique Melsen · 
1972: Vicky Leandros · 
1973: Anne-Marie David · 
1974: Ireen Sheer · 
1975: Geraldine · 
1976: Jürgen Marcus · 
1977: Anne-Marie Besse · 
1978: Baccara · 
1979: Jeane Manson · 
1980: Sophie & Magaly · 
1981: Jean-Claude Pascal · 
1982: Svetlana · 
1983: Corinne Hermès · 
1984: Sophie Carle · 
1985: Margo, Franck, Diane, Ireen, Malcolm & Chris · 
1986: Sherisse Laurence · 
1987: Plastic Bertrand · 
1988: Lara Fabian · 
1989: Park Café · 
1990: Céline Carzo · 
1991: Sarah Bray · 
1992: Marion Welter & Kontinent · 
1993: Modern Times · 
2024: Tali · 
2025: Laura Thorn
- Bibliothèque nationale de France: cb141802483 (data)
- International Standard Name Identifier: 0000 0004 0899 6738
- MusicBrainz: 2d457f9b-8000-4b3c-a1d8-528f1c9c246d
- Système universitaire de documentation: 183576977
- Virtual International Authority File: 302281880